# امیل آردولینو
امیل آردولینو (انگلیسی: Emile Ardolino؛ ۹ مه ۱۹۴۳ – ۲۰ نوامبر ۱۹۹۳ (۵۰ سال)) یک هنرپیشه، کارگردان، تهیه‌کننده و تدوین‌گر اهل ایالات متحده آمریکا بود. فیلم او به من حسی مثل رقصیدن می‌دهد از او، در ۱۹۸۳ برنده جایزه اسکار بهترین فیلم مستند شده است.